# Ослинг
Ослинг или Во́слинк (нем. Oßling; в.-луж. Wóslink) — коммуна и населённый пункт в Германии, в земле Саксония. Подчиняется административному округу Дрезден. Входит в состав района Баутцен. Население составляет 2465 человек (на 31 декабря 2010 года). Занимает площадь 43,58 км².
Входит в состав культурно-территориальной автономии «Лужицкая поселенческая область», на территории которой действуют законодательные акты земель Саксонии и Бранденбурга, содействующие сохранению лужицких языков и культуры лужичан. Официальным языком в населённом пункте, помимо немецкого, является лужицкий.

## Сельские округа
Коммуна подразделяется на 9 сельских округов.
- Вайсиг (Wysoka)
- Дёбра (Debricy)
- Либегаст (Lubhozdź)
- Лиске (Lěska)
- Мильштрих (Jitro)
- Ослинг (Wóslink)
- Скаска (Skaskow)
- Традо (Tradow)
- Шекталь (Pisany Doł)